# 多忙な一日
『多忙な一日』（たぼうないちにち、A Busy Day）は、1914年公開の短編サイレント映画。キーストン社による製作で、主演・監督はチャールズ・チャップリン。1971年に映画研究家ウノ・アスプランドが制定したチャールズ・チャップリンのフィルモグラフィーの整理システムに基づけば、チャップリンの映画出演14作目にあたる。別邦題は『つらあて』。

## あらすじ
パレードの見物にやってきた夫（マック・スウェイン）と妻（チャップリン）。しかし、夫は別の女（フィリス・アレン）に気が散って仕方がない。別の女についていった夫を取り戻すべく妻は後をつけるが、警官隊やパレードの撮影クルーに阻まれて追いつかない。妻はやっとの思いで夫に追いついたが、夫は乱闘の末に妻を海中に突き落とすのであった。

## 作品
作品の長さは一巻に満たず、1914年8月に異父兄シドニー・チャップリンにあてた手紙に記された自身のフィルモグラフィーでも記されていない。チャップリンの伝記を著した映画史家のデイヴィッド・ロビンソンは、「セネットによる作り捨てのような映画」であるとか「おそらく数えるに値しない作と考えていたのだ」としている。しかし、「数えるに値しない作」の割には興味を引くシーンがいくつかあり、例えばチャップリン演じる妻が叩き付けられるカットが何度も繰り返される。なにより、もっとも興味を引くのはチャップリンの女装であり、ほかに『男か女か』と『チャップリンの女装』を含めて3本しかない。この作品でチャップリンが演じる「女性」に上品さはなく、気の荒い労働者階級の出身でスカートで鼻を拭くなど、パントマイムでよく演じられるもののひとつである。

## キャスト
出典：
- チャールズ・チャップリン - 妻
- マック・スウェイン - 夫
- フィリス・アレン - 別の女性
- マック・セネット - 映画監督
- ビリー・ギルバート（英語版）[注 2] - 警官
- テッド・エドワーズ（英語版） - 警官

ほか